# Llista de topònims de Rigardà
Llista de topònims (noms propis de lloc) de Rigardà (Conflent).
Informació actualitzada per un bot. Els canvis manuals es perdran quan s'actualitzi!

## església
| imatge | Nom                                    | Ubicat a | instància de          | Detalls                      | coordenades                                                     | Protecció | Commons (més fotos)                              | Dades a WD                    |
| ------ | -------------------------------------- | -------- | --------------------- | ---------------------------- | --------------------------------------------------------------- | --------- | ------------------------------------------------ | ----------------------------- |
|        | Santa Eulàlia de Vilella               | Rigardà  | església Ús: església | Estil: arquitectura romànica | 42° 37′ 42″ N, 2° 32′ 16″ E / 42.6283°N,2.53791°E 287.9 msnm    |           | Église Sainte-Eulalie de Villèle                 | Modifica les dades a Wikidata |
|        | Santa Eulàlia i Santa Júlia de Rigardà | Rigardà  | església              |                              | 42° 37′ 28″ N, 2° 32′ 01″ E / 42.624452°N,2.533726°E 299.7 msnm |           | Église Sainte-Eulalie-et-Sainte-Julie de Rigarda | Modifica les dades a Wikidata |

## Misc
| imatge | Nom                        | Ubicat a                                      | instància de                          | Detalls                                   | coordenades | Protecció | Commons (més fotos) | Dades a WD                    |
| ------ | -------------------------- | --------------------------------------------- | ------------------------------------- | ----------------------------------------- | --- | --------- | ------------------- | ----------------------------- |
|        | Castell de Terrassa        | Rigardà                                       | castell                               |                                           | 42° 37′ 55″ N, 2° 32′ 14″ E / 42.63202°N,2.537306°E 334.6 msnm                                                                               |           |                     | Modifica les dades a Wikidata |
|        | Ribera de Rigardà          | Rodès Jóc Glorianes Rigardà                   | riu                                   | Desemboca: Ribera de Croses Llarg: 11.6km | 42° 36′ 57″ N, 2° 32′ 08″ E / 42.615916666666664°N,2.535513888888889°E 42° 38′ 50″ N, 2° 33′ 22″ E / 42.64714722222222°N,2.556236111111111°E |           |                     | Modifica les dades a Wikidata |
|        | Vilella (Rigardà)          | Pirineus Orientals districte de Prada Rigardà | poble                                 |                                           | 42° 37′ 41″ N, 2° 32′ 17″ E / 42.628022222222°N,2.53795°E Conflent 289 msnm                                                                  |           |                     | Modifica les dades a Wikidata |
|        | casa de la vila de Rigardà | Rigardà                                       | instal·lació Ús: seu del govern local |                                           | 42° 37′ 42″ N, 2° 31′ 57″ E / 42.6283337922764°N,2.53246651369455°E fr:66320 RIGARDA                                                         |           |                     | Modifica les dades a Wikidata |
|        | cementiri de Rigardà       | Rigardà                                       | cementiri                             |                                           | 42° 37′ 44″ N, 2° 32′ 01″ E / 42.6289°N,2.5335°E                                                                                             |           |                     | Modifica les dades a Wikidata |